# Sporocyste

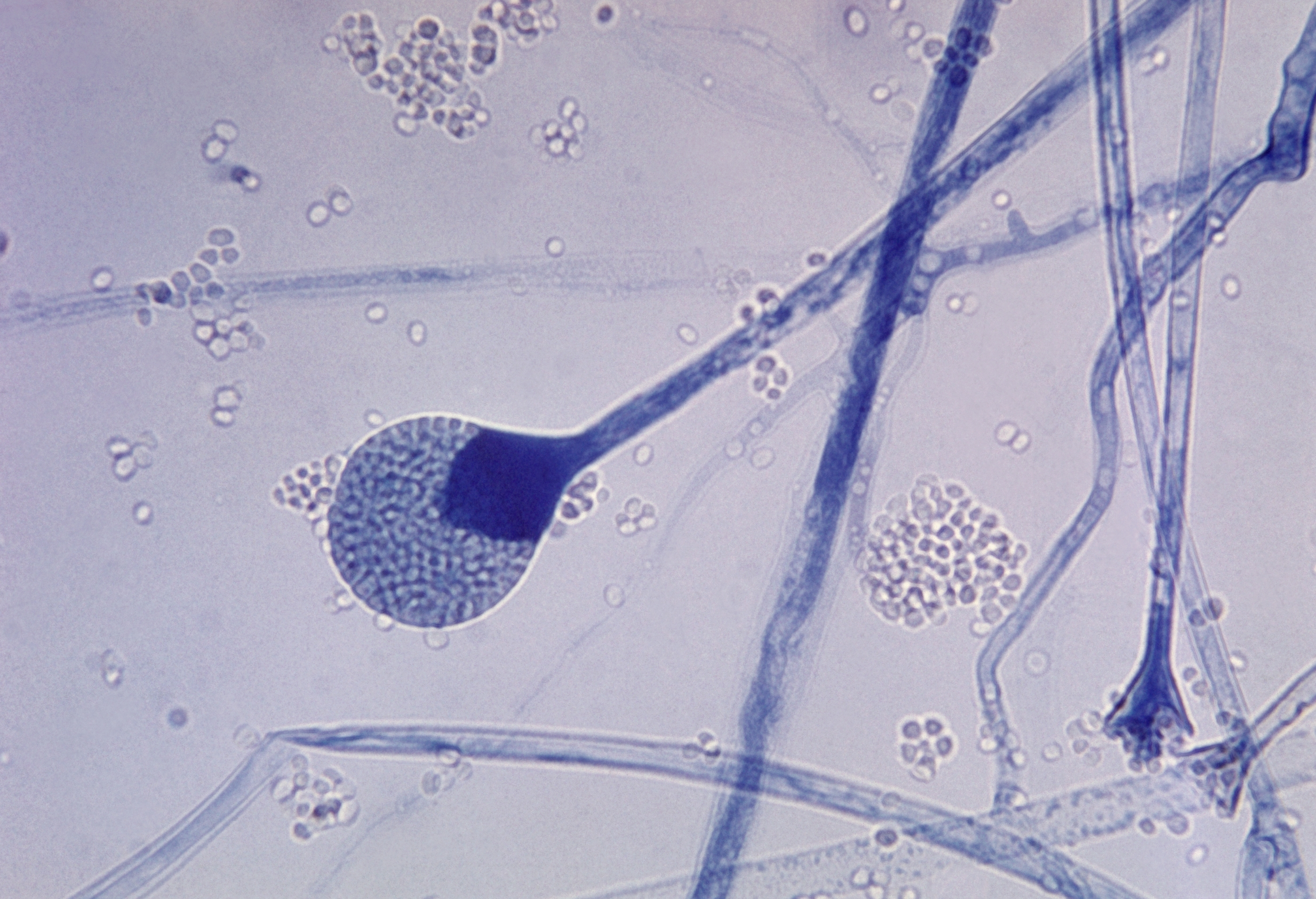
Sporocyste de la moisissure Mucor

Un sporocyste est une structure cellulaire ou pluricellulaire qui produit et qui contient des formes de multiplication sexuée (spores, etc.). Les sporocystes se rencontrent chez les thallophytes (algues), les champignons (Fungi), Straménopiles (Oomycètes...) et certains animaux tels les Schistosomes (des vers parasites).

## Étymologie
Le terme sporocyste vient du grec ancien : σπόρος (spóros, « semence ») et κύστις (kústis, « vessie, sac »).

## Description
Le sporocyste est constitué de la paroi unicellulaire de la cellule mère des spores à l'intérieur de laquelle se fait la production des spores. Au contraire du sporange qui a une paroi pluricellulaire, il n'y a pas de tissu stérile.
Exemple : les sporocystes d'une moisissure Mucor produisent des spores plurinucléées, les sporocystes d'un carposporophyte chez certaines Algues Rouges (Rhodophyta) élaborent des spores diploïdes .

## Phycologie
En phycologie, l'étude des algues, les sporocystes constituent un type de cyste. Les sporocystes sont une zone différencié des sporophytes, un des deux types de développement végétal des algues, avec les gamétophytes. À l'instar des champignons, les sporocystes des algues contiennent les spores qui serviront au cycle de vie de l'algue considérée.

## Problème lié à la traduction du terme anglaissporangium
Le terme anglais sporangium (en) regroupe à la fois les termes français sporanges et les sporocystes.